# Riitasaari (ö i Mellersta Finland, Keuruu)
Riitasaari är en ö i Finland. Den ligger i sjön Tyrisevänjärvi och i kommunen Keuru i den ekonomiska regionen  Keuru ekonomiska region  och landskapet Mellersta Finland, i den södra delen av landet, 230 km norr om huvudstaden Helsingfors. Öns area är 0,7 hektar och dess största längd är 150 meter i nord-sydlig riktning.